# Nati il 24 aprile

## XI secolo(1)
- 1086 - Ramiro II d'Aragona, re († 1157)

## XIII secolo(1)
- 1252 - Jurij I di Galizia, nobile ucraino († 1308)

## XV secolo(2)
- 1417 - Federico I del Palatinato-Simmern, nobile tedesco († 1480)
- 1492 - Sabina di Baviera, nobile († 1564)

## XVI secolo(8)
- 1533 - Guglielmo I d'Orange, militare olandese († 1584)
- 1538 - Guglielmo Gonzaga, duca italiano († 1587)
- 1562 - Xu Guangqi, funzionario, matematico e agronomo cinese († 1633)
- 1563 - Giovanni Giorgio Linati, vescovo cattolico italiano († 1627)
- 1571 - Diego de Pantoja, gesuita e missionario spagnolo († 1618)
- 1575 - Jacob Böhme, filosofo, teologo e mistico tedesco († 1624)
- 1581 - Vincenzo de' Paoli, presbitero francese († 1660)
- 1586 - Henry Hastings, V conte di Huntingdon, nobile inglese († 1643)

## XVII secolo(16)
- 1610 - Johann Marquart, giurista tedesco († 1668)
- 1616 - Gustavo di Wasaborg, condottiero svedese († 1653)
- 1620 - John Graunt, statistico britannico († 1674)
- 1624 - Jan Peeters il Vecchio, pittore e disegnatore fiammingo († 1677)
- 1624 - Giuseppe Sardi, architetto italiano († 1699)
- 1650 - Bibiana Gonzaga, nobildonna italiana († 1717)
- 1651 - Lorenzo Minei, compositore italiano († 1719)
- 1655 - Antoine Crozat, imprenditore francese († 1738)
- 1658 - Francesco Maria di san Siro, missionario e religioso italiano († 1736)
- 1660 - Cornelis Dusart, pittore, disegnatore e incisore olandese († 1704)
- 1676 - Elisabetta Dorotea d'Assia-Darmstadt, nobile († 1721)
- 1679 - Francesco Mancini, pittore italiano († 1758)
- 1685 - Cosimo Imperiali, cardinale italiano († 1764)
- 1689 - Giovanni Antonio Faldoni, incisore e pittore italiano
- 1697 - Claude Drevet, incisore francese († 1781)
- 1697 - Kamo no Mabuchi, poeta, filologo e filosofo giapponese († 1769)

## XVIII secolo(40)
- 1703 - José Francisco de Isla, teologo e scrittore spagnolo († 1781)
- 1706 - Giovan Gualberto Brunetti, compositore italiano († 1787)
- 1706 - Giovanni Battista Martini, francescano, compositore e teorico della musica italiano († 1784)
- 1713 - Serafino Filangieri, arcivescovo cattolico italiano († 1782)
- 1719 - Giuseppe Baretti, critico letterario, traduttore e poeta italiano († 1789)
- 1721 - Johann Philipp Kirnberger, violinista, clavicembalista e compositore tedesco († 1783)
- 1724 - Alessandro Speranza, compositore italiano († 1797)
- 1729 - Diego Gatta, religioso, giurista e funzionario italiano († 1804)
- 1730 - Nicolas Baudeau, teologo, economista e giornalista francese († 1792)
- 1739 - Lodovico Bolognini, architetto italiano († 1816)
- 1750 - Simon Antoine Jean Lhuilier, matematico svizzero († 1840)
- 1750 - John Trumbull, poeta e saggista statunitense († 1831)
- 1758 - Anselmo Doria del Maro, generale italiano († 1823)
- 1763 - Juraj Palkovič, presbitero e traduttore slovacco († 1835)
- 1763 - Nikolaj Aleksandrovič Zubov, generale russo († 1805)
- 1767 - Jacques-Laurent Agasse, pittore svizzero († 1849)
- 1770 - Niccolò Bettoni, editore e tipografo italiano († 1842)
- 1771 - Alessandro Federico di Württemberg, nobile e militare tedesco († 1833)
- 1774 - Jean Marc Gaspard Itard, medico, pedagogista e educatore francese († 1838)
- 1776 - Franjo Vlašić, militare, nobile e politico austriaco († 1840)
- 1777 - Maria Clementina d'Asburgo-Lorena, nobile († 1801)
- 1777 - Aleksandr Aleksandrovic Šachovskoj, principe, impresario teatrale e drammaturgo russo († 1846)
- 1783 - John Floyd, politico e militare statunitense († 1837)
- 1786 - Sophonisba Angusciola Peale, ornitologa e artista statunitense († 1859)
- 1787 - Mathieu Orfila, medico spagnolo († 1853)
- 1788 - Giacinto Fedele Avet, magistrato e politico italiano († 1855)
- 1788 - Carl Mayer von Rothschild, banchiere tedesco († 1855)
- 1790 - Jean Baptiste Fidèle Bréa, generale francese († 1848)
- 1793 - Bartolomeo Biasoletto, chimico, botanico e naturalista italiano († 1859)
- 1794 - Alessandro Riberi, medico e politico italiano († 1861)
- 1794 - Mihail Sturdza, nobile rumeno († 1884)
- 1795 - Nicholas Wood, ingegnere inglese († 1865)
- 1796 - Salvatore Fergola, pittore italiano († 1874)
- 1796 - Carl Leberecht Immermann, poeta e scrittore tedesco († 1840)
- 1796 - Giorgio Pallavicino Trivulzio, patriota e politico italiano († 1878)
- 1798 - Paul Duport, drammaturgo e librettista francese († 1866)
- 1798 - Giorgio Mameli, ammiraglio italiano († 1871)
- 1800 - Saverio Baldacchini, poeta, letterato e politico italiano († 1879)
- 1800 - Giuseppe Lunati, avvocato, magistrato e politico italiano († 1878)
- 1800 - Heinrich Wydler, botanico svizzero († 1883)

## XIX secolo(157)
- 1801 - Marthe-Camille Bachasson, politico francese († 1880)
- 1803 - Alexander Duchnovič, scrittore, pedagogo e presbitero († 1865)
- 1806 - Luigi Maria Lembo, vescovo cattolico italiano († 1883)
- 1806 - Paolo Sinibaldi, politico italiano
- 1810 - Gaetano Bichi, patriota e politico italiano († 1868)
- 1812 - Auguste Millon, chimico, agronomo e farmacista francese († 1867)
- 1813 - Josiah Wood Whymper, illustratore e pittore inglese († 1903)
- 1815 - Anthony Trollope, scrittore inglese († 1882)
- 1817 - Jean Charles Galissard de Marignac, chimico svizzero († 1894)
- 1819 - Orlando Bridgeman, III conte di Bradford, nobile e politico inglese († 1898)
- 1819 - Klaus Groth, scrittore tedesco († 1899)
- 1820 - Luigi Centurini, scacchista e compositore di scacchi italiano († 1900)
- 1820 - Antonino Gandolfo Brancaleone, compositore italiano († 1888)
- 1820 - Celso Golmayo Zúpide, scacchista cubano († 1898)
- 1821 - Marie-Clotilde-Inès Moitessier, nobildonna francese († 1897)
- 1822 - Janko Kráľ, poeta slovacco († 1876)
- 1823 - Elia Benamozegh, rabbino italiano († 1900)
- 1823 - Gabriele Camozzi, patriota e politico italiano († 1869)
- 1823 - Sebastián Lerdo de Tejada, politico messicano († 1889)
- 1823 - James Stopford, V conte di Courtown, nobile irlandese († 1914)
- 1824 - Giacomo Dina, giornalista e politico italiano († 1879)
- 1824 - Giovanni de Ciotta, politico italiano († 1903)
- 1825 - Robert Michael Ballantyne, scrittore britannico († 1894)
- 1825 - Jean François Robinet, medico, storico e giornalista francese († 1899)
- 1827 - Kwasi Boakye, nobile, ingegnere e scrittore ghanese († 1904)
- 1828 - Placido Wolter, presbitero tedesco († 1908)
- 1830 - Karl August Baumeister, pedagogo, scrittore e filologo classico tedesco († 1922)
- 1830 - Eugenia di Svezia, principessa svedese († 1889)
- 1831 - George Nares, navigatore britannico († 1915)
- 1832 - René Edouard Claparède, zoologo svizzero († 1871)
- 1835 - Benjamin Briggs, marinaio statunitense († 1872)
- 1837 - Friedrich August von Holstein, diplomatico e politico tedesco († 1909)
- 1840 - Carlo d'Ormeville, drammaturgo, librettista e critico musicale italiano († 1924)
- 1841 - Charles Sprague Sargent, botanico statunitense († 1927)
- 1844 - Karl von Gareis, giurista tedesco († 1923)
- 1845 - Carl Spitteler, poeta, critico letterario e insegnante svizzero († 1924)
- 1846 - Karl von Bülow, generale tedesco († 1921)
- 1846 - Marcus Clarke, scrittore e poeta australiano († 1881)
- 1849 - Joseph Simon Gallieni, generale francese († 1916)
- 1850 - Murdo MacKenzie, imprenditore britannico († 1939)
- 1851 - Morgan Earp, pistolero statunitense († 1882)
- 1851 - Angelo Valle, politico italiano († 1926)
- 1853 - Isaac Newell, insegnante inglese († 1907)
- 1856 - Philippe Pétain, generale e politico francese († 1951)
- 1856 - Vittorio Scialoja, giurista e politico italiano († 1933)
- 1858 - Fabien-Antoine Eestermans, vescovo cattolico belga († 1931)
- 1858 - Edward Howe Forbush, ornitologo statunitense († 1929)
- 1858 - Luigi Maria Marelli, vescovo cattolico italiano († 1936)
- 1858 - José de Camargo Barros, vescovo cattolico brasiliano († 1906)
- 1859 - Luigi Lavazza, imprenditore italiano († 1949)
- 1860 - Charles Boxton, politico statunitense († 1927)
- 1861 - Carlo Dell'Avalle, politico italiano († 1917)
- 1862 - Arthur Christopher Benson, saggista, poeta e scrittore inglese († 1925)
- 1862 - Gaston Bussière, pittore e illustratore francese († 1928)
- 1862 - Cyril Maude, attore e direttore teatrale inglese († 1951)
- 1864 - George Foottit, circense britannico († 1921)
- 1864 - Giuseppe Sanarelli, igienista e politico italiano († 1940)
- 1864 - Meade Yates, golfista statunitense († 1929)
- 1865 - Eteocle Lorini, economista e politico italiano († 1919)
- 1866 - Teresina Tua, violinista italiana († 1956)
- 1866 - Robert de La Sizeranne, storico dell'arte francese († 1932)
- 1867 - Fannie Thomas, supercentenaria statunitense († 1981)
- 1868 - Pietro Mastri, poeta e avvocato italiano († 1932)
- 1868 - Vincenzo Sellaro, medico italiano († 1932)
- 1868 - Kázmér Zichy, nobile e scrittore ungherese († 1955)
- 1869 - André de Schonen, schermidore e tiratore a segno francese († 1933)
- 1870 - Friedrich Freiherr Kress von Kressenstein, generale tedesco († 1948)
- 1870 - Friedrich Kühne, attore austriaco († 1958)
- 1870 - William Suida, storico dell'arte e collezionista d'arte austriaco († 1959)
- 1871 - Ettore Conti di Verampio, ingegnere, politico e imprenditore italiano († 1972)
- 1871 - Giuseppe De Lorenzo, geografo, geologo e politico italiano († 1957)
- 1871 - Paul Helbronner, alpinista, geodeta e ingegnere francese († 1938)
- 1871 - Blanche Ring, cantante e attrice statunitense († 1961)
- 1871 - Joan Rubió, architetto spagnolo († 1952)
- 1873 - André Bauchant, pittore francese († 1958)
- 1873 - Max Landa, attore e produttore cinematografico austriaco († 1933)
- 1874 - Luigi Bolongaro, pittore italiano († 1915)
- 1874 - Penelope Delta, scrittrice greca († 1941)
- 1874 - Henri Manuel, fotografo francese († 1947)
- 1874 - John Russell Pope, architetto statunitense († 1937)
- 1876 - Eugenio Levi, critico letterario italiano († 1966)
- 1876 - Giuseppe Giovanni Mantica, politico italiano († 1947)
- 1876 - Alberto Martin-Franklin, diplomatico e politico italiano († 1943)
- 1876 - Erich Raeder, ammiraglio tedesco († 1960)
- 1876 - Carlo Rosati, matematico italiano († 1929)
- 1877 - Perry Banks, attore canadese († 1934)
- 1877 - Guido Guidotti Mori, politico e militare italiano († 1961)
- 1877 - Karl Jaberg, linguista e filologo svizzero († 1958)
- 1878 - Fidel Dávila Arrondo, generale e politico spagnolo († 1962)
- 1878 - Fred Burns, attore statunitense († 1955)
- 1878 - Jean Crotti, pittore svizzero († 1958)
- 1878 - Jules Lecoutre, ginnasta francese († 1962)
- 1878 - Marie Mayoux, sindacalista e attivista francese († 1969)
- 1879 - Felix Ehrenhaft, fisico austriaco († 1952)
- 1879 - Francis Humphrys, diplomatico inglese († 1971)
- 1879 - Albert Roosevelt, rugbista a 15 francese († 1962)
- 1880 - Gregorio Chirivás Lacambra, religioso spagnolo († 1936)
- 1880 - Gideon Sundbäck, ingegnere svedese († 1954)
- 1881 - Albert Viljam Hagelin, politico norvegese († 1946)
- 1881 - Cornelius Hoffmann, calciatore austriaco
- 1881 - Gemma La Guardia Gluck, scrittrice e superstite dell'Olocausto statunitense († 1962)
- 1882 - Mario Busca, politico e giurista italiano († 1967)
- 1882 - Hugh Dowding, generale britannico († 1970)
- 1882 - Richard Turner, calciatore britannico († 1960)
- 1883 - Stella Adams, attrice statunitense († 1962)
- 1883 - Margaret Campbell, attrice statunitense († 1939)
- 1884 - Otto Froitzheim, tennista tedesco († 1962)
- 1884 - Herman Lipót, pittore ungherese († 1972)
- 1884 - Alfred Lombard, pittore francese († 1973)
- 1885 - Erna Morena, attrice tedesca († 1962)
- 1885 - Alfredo Polledro, traduttore, giornalista e attivista italiano († 1961)
- 1885 - Con Walsh, martellista canadese († 1961)
- 1886 - Ezio Anichini, illustratore italiano († 1948)
- 1886 - Marko Natlačen, politico e avvocato jugoslavo († 1942)
- 1887 - Giuseppe Camperio, arbitro di calcio e calciatore italiano
- 1887 - Wilhelm Schmieger, calciatore austriaco († 1950)
- 1888 - Egidio Reale, avvocato, antifascista e diplomatico italiano († 1958)
- 1889 - Pompeo Agrifoglio, militare e agente segreto italiano († 1948)
- 1889 - Stafford Cripps, politico inglese († 1952)
- 1889 - Angelo Iachino, ammiraglio italiano († 1976)
- 1891 - Alberto Busancano, calciatore italiano († 1962)
- 1891 - August Syrjäläinen, calciatore finlandese († 1960)
- 1891 - Romano dalla Chiesa, generale italiano († 1978)
- 1892 - Luigi Costigliolo, ginnasta italiano († 1939)
- 1892 - Jack Hulbert, attore e scrittore inglese († 1978)
- 1892 - Albert Mayer, militare tedesco († 1914)
- 1892 - Herbert Smart, calciatore inglese († 1951)
- 1893 - Henry Bailey, tiratore a segno statunitense († 1972)
- 1893 - Alan Morton, calciatore scozzese († 1971)
- 1894 - Attilio Buratti, calciatore e allenatore di calcio italiano († 1936)
- 1894 - Kathryn O'Loughlin McCarthy, politica statunitense († 1952)
- 1894 - Gustav Schmidt, generale tedesco († 1943)
- 1894 - János Wenk, nuotatore e pallanuotista ungherese († 1962)
- 1894 - Walter von Bülow-Bothkamp, militare e aviatore tedesco († 1918)
- 1895 - Jan Jagmin-Sadowski, generale polacco († 1977)
- 1895 - Eugène Molle, generale francese († 1978)
- 1895 - Arlie Schardt, mezzofondista statunitense († 1980)
- 1896 - Rudolf Henčl, dirigente sportivo e allenatore di calcio cecoslovacco († 1948)
- 1896 - František Hojer, calciatore cecoslovacco († 1940)
- 1897 - Gaetano Grippi, calciatore italiano († 1936)
- 1897 - Michael Lippert, militare tedesco († 1969)
- 1897 - Benjamin Lee Whorf, linguista statunitense († 1941)
- 1897 - Manuel Ávila Camacho, politico e generale messicano († 1955)
- 1898 - Andy Cooper, giocatore di baseball statunitense († 1941)
- 1898 - Kishi Yoshiyuki, ammiraglio giapponese († 1944)
- 1898 - Anatolij Ktorov, attore sovietico († 1980)
- 1898 - René Leduc, ingegnere aeronautico francese († 1968)
- 1898 - Augusto Renzini, militare italiano († 1944)
- 1898 - Fratelli Varian, ingegnere, inventore e aviatore statunitense († 1959)
- 1898 - Luigi Vercelli, calciatore italiano († 1972)
- 1899 - Väinö Bremer, aviatore, pentatleta e sciatore di pattuglia militare finlandese († 1964)
- 1899 - Curzio Longoni, calciatore italiano
- 1899 - Oscar Zariski, matematico polacco († 1986)
- 1900 - Ramón Berdomás, nuotatore e pallanuotista spagnolo († 1963)
- 1900 - Gaston Féry, velocista francese († 1985)
- 1900 - Elizabeth Goudge, scrittrice inglese († 1984)
- 1900 - Venanzio Vallera, antifascista e anarchico italiano († 1972)

## XX secolo(953)
- 1901 - Alfonso Fresa, astronomo italiano († 1985)
- 1902 - Gustaf Wejnarth, velocista svedese († 1990)
- 1903 - Mike Michalske, giocatore di football americano statunitense († 1983)
- 1903 - Juan Monjardín, calciatore spagnolo († 1950)
- 1903 - José Antonio Primo de Rivera, politico spagnolo († 1936)
- 1903 - Hubert Rohracher, psicologo austriaco († 1972)
- 1904 - Willem de Kooning, pittore e scultore statunitense († 1997)
- 1904 - Vito Minunno, calciatore italiano († 1981)
- 1904 - Samuel Spritzman, ingegnere russo († 1982)
- 1905 - Al Bates, lunghista statunitense († 1999)
- 1905 - Alessandro Mazzoletti, calciatore italiano († 1969)
- 1905 - Robert Penn Warren, scrittore e poeta statunitense († 1989)
- 1905 - Helen Tamiris, coreografa, ballerina e insegnante statunitense († 1966)
- 1906 - Rubi Dalma, attrice italiana († 1994)
- 1906 - William Joyce, politico, attivista e conduttore radiofonico irlandese († 1946)
- 1906 - Edgar Kupfer-Koberwitz, scrittore tedesco († 1991)
- 1906 - Vera Konstantinovna Romanova, nobile russa († 2001)
- 1906 - Ghigo Tommasi, pittore italiano († 1997)
- 1906 - Richard van der Riet Woolley, astronomo britannico († 1986)
- 1907 - Theodor van Eupen, militare tedesco († 1944)
- 1907 - Gabriel Figueroa, fotografo messicano († 1997)
- 1907 - Geo Widengren, storico delle religioni, orientalista e iranista svedese († 1996)
- 1908 - Viktor Semënovič Abakumov, politico e generale sovietico († 1954)
- 1908 - Inga Gentzel, mezzofondista e velocista svedese († 1991)
- 1908 - Józef Gosławski, scultore e medaglista polacco († 1963)
- 1908 - Salvatore Matarrese, imprenditore e dirigente d'azienda italiano († 1977)
- 1908 - Marceline Day, attrice statunitense († 2000)
- 1908 - Furio Niclot Doglio, militare e aviatore italiano († 1942)
- 1908 - George Oppen, poeta statunitense († 1984)
- 1908 - Vera Čaplina, scrittrice russa († 1994)
- 1909 - Konrad Frey, ginnasta tedesco († 1974)
- 1909 - Bernhard Grzimek, veterinario, etologo e zoologo tedesco († 1987)
- 1909 - Werner Jacobs, regista, sceneggiatore e montatore tedesco († 1999)
- 1909 - Irven Spence, animatore statunitense († 1995)
- 1909 - Stuart Townend, politico, ufficiale e velocista britannico († 2002)
- 1910 - Sergio Alpron, partigiano italiano († 1944)
- 1910 - Victor Hugo Girolami, militare e aviatore italiano († 1940)
- 1910 - Pupella Maggio, attrice italiana († 1999)
- 1911 - Angelo Biancini, scultore e ceramista italiano († 1988)
- 1911 - Dino Da Caprile, calciatore italiano († 1990)
- 1911 - Gina Mascetti, attrice italiana († 1995)
- 1911 - Maria Grazia Puglisi, conduttrice televisiva e autrice televisiva italiana († 1983)
- 1911 - Karl Schiller, economista e politico tedesco († 1994)
- 1911 - Gustav Sorge, militare tedesco († 1978)
- 1911 - Irene Sänger-Bredt, ingegnera, matematica e fisica tedesca († 1983)
- 1912 - Sait Altınordu, calciatore turco († 1978)
- 1912 - Vincenzo Bertolotto, rugbista a 13 e rugbista a 15 italiano († 1992)
- 1912 - Renato Cellini, direttore d'orchestra italiano († 1967)
- 1912 - Riccardo Colombani, calciatore italiano
- 1912 - Tage Fahlborg, canoista svedese († 2005)
- 1912 - Bianca Lattuada, produttrice cinematografica italiana († 2005)
- 1912 - Nguyễn Lộc, artista marziale vietnamita († 1960)
- 1912 - Aymoré Moreira, allenatore di calcio e calciatore brasiliano († 1998)
- 1912 - Ruth Osburn, discobola statunitense († 1994)
- 1912 - Harry Yven, calciatore norvegese († 1988)
- 1913 - Paul Esser, attore tedesco († 1988)
- 1913 - Celestina Faron, religiosa polacca († 1944)
- 1913 - Lee Loevinger, magistrato e avvocato statunitense († 2004)
- 1913 - Marc-René Novi, fumettista e sceneggiatore francese († 2022)
- 1913 - Enzo Rosa, calciatore italiano († 1994)
- 1914 - Larry J. Blake, attore statunitense († 1982)
- 1914 - Giorgio Carta, manager italiano († 2000)
- 1914 - William Castle, regista, produttore cinematografico e attore statunitense († 1977)
- 1914 - Vladi Marmo, cestista finlandese († 1969)
- 1914 - Herta Mohr, egittologa e traduttrice austriaca († 1945)
- 1914 - Pedro Montañez, pugile portoricano († 1996)
- 1915 - Charles William Goyen, scrittore, curatore editoriale e insegnante statunitense († 1983)
- 1915 - J. Dwight Pentecost, pastore protestante e teologo statunitense († 2014)
- 1915 - Giuseppe Varoli, calciatore italiano
- 1916 - Lou Thesz, wrestler e culturista statunitense († 2002)
- 1917 - Jesús Alonso Fernández, calciatore spagnolo († 1979)
- 1917 - Bertel Storskrubb, ostacolista e velocista finlandese († 1996)
- 1918 - Robert Escarpit, scrittore, giornalista e sociologo francese († 2000)
- 1918 - Elisabeth Mann Borgese, scrittrice tedesca († 2002)
- 1919 - David Blackwell, statistico statunitense († 2010)
- 1919 - Eriberto Braglia, calciatore italiano († 1940)
- 1919 - Hugh Cholmondeley, VI marchese di Cholmondeley, nobile inglese († 1990)
- 1919 - Angelo Copeta, pilota motociclistico italiano († 1980)
- 1919 - Lucy Griffiths, attrice britannica († 1982)
- 1919 - Glafkos Klerides, politico cipriota († 2013)
- 1919 - César Manrique, artista e architetto spagnolo († 1992)
- 1919 - Eric Marques, pentatleta brasiliano († 1976)
- 1919 - Yi Hae-won, principessa coreana († 2020)
- 1920 - Roswitha Bitterlich, pittrice, grafica e poetessa austriaca († 2015)
- 1920 - Flora Capponi, illustratrice e costumista italiana († 1998)
- 1920 - Giorgio Fabor, compositore e direttore d'orchestra italiano († 2011)
- 1920 - Scevola Mariotti, latinista e filologo classico italiano († 2000)
- 1920 - Ugo Pirro, sceneggiatore e scrittore italiano († 2008)
- 1920 - Giorgio Salvini, fisico e politico italiano († 2015)
- 1920 - Gino Valenzano, pilota automobilistico, imprenditore e scrittore italiano († 2011)
- 1921 - Joseph Adetunji Adefarasin, magistrato, giurista e attivista nigeriano († 1989)
- 1921 - Giorgio De Lullo, attore e regista teatrale italiano († 1981)
- 1921 - Luigi Infantino, tenore italiano († 1991)
- 1921 - Gerhard Lusenti, calciatore svizzero († 1996)
- 1921 - Kjell Rosén, calciatore svedese († 1999)
- 1921 - Lou Rossini, allenatore di pallacanestro statunitense († 2005)
- 1922 - Susanna Agnelli, imprenditrice, politica e scrittrice italiana († 2009)
- 1922 - Blue Demon, wrestler e attore messicano († 2000)
- 1922 - J. D. Cannon, attore statunitense († 2005)
- 1922 - Umberto Mannocci, dirigente sportivo, allenatore di calcio e calciatore italiano († 2004)
- 1922 - Feliciano Serrao, storico e giurista italiano († 2009)
- 1923 - Sergio Ceravolo, politico italiano († 2003)
- 1923 - Jim Hardy, giocatore di football americano statunitense († 2019)
- 1923 - Valeriano Ottino, allenatore di calcio e calciatore italiano († 2005)
- 1924 - Pierre Adam, pistard francese († 2012)
- 1924 - Silvano Armaroli, politico italiano († 2008)
- 1924 - Luigi Briganti, partigiano italiano († 2006)
- 1924 - Paolo Chiorboli, chimico italiano
- 1924 - Clive King, scrittore britannico († 2018)
- 1924 - Ruth Kobart, attrice statunitense († 2002)
- 1924 - Tiziano Longo, regista e sceneggiatore italiano († 1978)
- 1924 - Angelo Luciano Tondelli, partigiano italiano († 1944)
- 1925 - Leslie Alcock, archeologo britannico († 2006)
- 1925 - Nikolaj Bujanov, militare e partigiano sovietico († 1944)
- 1925 - Faye Dancer, giocatrice di baseball statunitense († 2002)
- 1925 - Virginia Huston, attrice statunitense († 1981)
- 1925 - Franco Leccese, velocista italiano († 1992)
- 1925 - Ortensio da Spinetoli, presbitero e biblista italiano († 2015)
- 1925 - Eugen Weber, storico statunitense († 2007)
- 1926 - Mario Cipriani, attore italiano († 2003)
- 1926 - Ovida Delect, poetessa e politica francese († 1996)
- 1926 - Thorbjörn Fälldin, politico svedese († 2016)
- 1926 - Luciano Giusti, ex calciatore e allenatore di calcio italiano
- 1926 - Heriberto Herrera, calciatore e allenatore di calcio paraguaiano († 1996)
- 1926 - Gianna Maranesi, ex modella italiana
- 1927 - Joseph Barthel, mezzofondista e politico lussemburghese († 1992)
- 1927 - Trudi Birger, biologa e scrittrice tedesca († 2002)
- 1927 - Pasqualino De Santis, direttore della fotografia italiano († 1996)
- 1927 - Carlos García-Ordóñez, cestista cubano († 2019)
- 1927 - Raphaël Jonckheere, ciclista su strada belga († 1999)
- 1927 - Pietro Giacomo Nonis, vescovo cattolico, teologo e storico della filosofia italiano († 2014)
- 1927 - Eamon Casey, vescovo cattolico irlandese († 2017)
- 1927 - Jean Rabier, direttore della fotografia francese († 2016)
- 1927 - Pietro Reffi, politico sammarinese († 2013)
- 1927 - Donato Squicciarini, arcivescovo cattolico italiano († 2006)
- 1927 - Juan Carlos Uder, cestista argentino († 2020)
- 1928 - Gianfilippo Benedetti, politico italiano († 2008)
- 1928 - Giorgio Bernardin, calciatore italiano († 2011)
- 1928 - Eugenio Bertoglio, ciclista su strada italiano († 2020)
- 1928 - Tommy Docherty, calciatore e allenatore di calcio scozzese († 2020)
- 1928 - Claudio Donelli, politico italiano († 2022)
- 1928 - Nicolò Ferrari, regista e sceneggiatore italiano († 2007)
- 1928 - Johnny Griffin, sassofonista statunitense († 2008)
- 1928 - Martin Seymour-Smith, poeta, critico letterario e scrittore britannico († 1998)
- 1928 - Sergio Spina, regista, autore televisivo e sceneggiatore italiano († 2017)
- 1929 - Stanislas Curyl, calciatore francese († 2017)
- 1929 - Achille Cutrera, politico italiano († 2018)
- 1929 - André Darrigade, ex ciclista su strada e pistard francese
- 1929 - Vladimir Michajlov, scrittore russo († 2008)
- 1929 - Rajkumar, attore indiano († 2006)
- 1930 - Enrique Badía Romero, fumettista spagnolo († 2024)
- 1930 - Richard Donner, regista, produttore cinematografico e produttore televisivo statunitense († 2021)
- 1930 - Conn Findlay, canottiere e velista statunitense († 2021)
- 1930 - Rodolfo Micheli, calciatore argentino († 2022)
- 1930 - Sergio Micheli, regista e storico del cinema italiano († 2015)
- 1930 - José Sarney, politico brasiliano
- 1930 - Dorothy Uhnak, scrittrice statunitense († 2006)
- 1930 - Maria da Conceição Tavares, economista e politica portoghese († 2024)
- 1931 - Anna Maria Canopi, religiosa, scrittrice e storica italiana († 2019)
- 1931 - Abdelhamid Kermali, calciatore e allenatore di calcio algerino († 2013)
- 1931 - Renée Longarini, pianista, attrice e conduttrice televisiva italiana († 2010)
- 1931 - Luisa Maragliano, soprano italiano
- 1931 - Pino Massara, musicista, compositore e produttore discografico italiano († 2013)
- 1931 - Henrique Melmann, pallanuotista brasiliano († 2021)
- 1931 - Bridget Riley, pittrice inglese
- 1932 - Gregory DePalma, mafioso statunitense († 2009)
- 1932 - Vladimir Engibarjan, pugile armeno († 2013)
- 1932 - Tamás Gábor, schermidore ungherese († 2007)
- 1932 - Douglas McIlroy, matematico, ingegnere e programmatore statunitense
- 1933 - Patricia Bosworth, giornalista, biografa e attrice statunitense († 2020)
- 1933 - Luigi Chieco Bianchi, oncologo e patologo italiano († 2023)
- 1933 - Carlos del Coso, ex hockeista su prato spagnolo
- 1933 - Billy Garrett, pilota automobilistico statunitense († 1999)
- 1933 - Helmut Lohner, attore e regista teatrale austriaco († 2015)
- 1934 - Mario Andreose, giornalista, traduttore e editore italiano
- 1934 - Gary Burne, ballerino e coreografo britannico († 1976)
- 1934 - Franco Carradori, calciatore e allenatore di calcio italiano († 2004)
- 1934 - Carlo Ghidelli, arcivescovo cattolico e biblista italiano
- 1934 - Marc Gilbert, conduttore televisivo, critico letterario e giornalista francese († 1982)
- 1934 - Shirley MacLaine, attrice statunitense
- 1934 - Gordon Wills, calciatore inglese († 2018)
- 1935 - Mario De Sotgiu, politico italiano († 2008)
- 1936 - Akwasi Afrifa, politico e generale ghanese († 1979)
- 1936 - Guillermo Escalada, calciatore uruguaiano († 2023)
- 1936 - Jill Ireland, attrice e ballerina britannica († 1990)
- 1936 - Sergio Pensotti, ex calciatore italiano
- 1937 - Enzo Barbaresco, ex arbitro di calcio italiano
- 1937 - Paolo Beni, ex calciatore e allenatore di calcio italiano
- 1937 - Otmar Gutmann, regista, produttore televisivo e animatore tedesco († 1993)
- 1937 - Joe Henderson, sassofonista statunitense († 2001)
- 1937 - Ivan Ivanov, lottatore bulgaro († 2010)
- 1937 - Reinhold Joest, ex pilota automobilistico e imprenditore tedesco
- 1937 - Viktor Zubkov, cestista sovietico († 2016)
- 1939 - Kurt Andersson, ex calciatore e ex hockeista su ghiaccio svedese
- 1939 - Adelio Colombo, calciatore, allenatore di calcio e dirigente sportivo italiano († 2024)
- 1939 - Vittorio Fusco, vescovo cattolico e biblista italiano († 1999)
- 1939 - Giovanni Gaiti, politico italiano
- 1939 - Lili Ivanova, cantante bulgara
- 1939 - Pertti Laanti, ex cestista finlandese
- 1939 - Fergie McCormick, rugbista a 15 neozelandese († 2018)
- 1939 - Nick Pagano, cantante italiano († 1999)
- 1939 - Ernst Zündel, pubblicista tedesco († 2017)
- 1939 - Šefket Čapadžiev, imprenditore e filantropo statunitense
- 1940 - Giuseppe Caramanno, allenatore di calcio e ex calciatore italiano
- 1940 - Lidia Cirillo, attivista, scrittrice e politica italiana
- 1940 - Roberto Corbella, fumettista italiano
- 1940 - Sue Grafton, scrittrice statunitense († 2017)
- 1940 - Michael Parks, attore e cantante statunitense († 2017)
- 1940 - Rolf Sperling, tuffatore tedesco orientale
- 1941 - Richard Holbrooke, diplomatico statunitense († 2010)
- 1941 - Silvio Moser, pilota automobilistico svizzero († 1974)
- 1941 - Manuel Saavedra, calciatore cileno († 2011)
- 1941 - John Williams, chitarrista e compositore australiano
- 1942 - Vincenzo Di Grezia, politico italiano († 2020)
- 1942 - Kim Yang-gon, politico nordcoreano († 2015)
- 1942 - Shahla Lahiji, scrittrice, editrice e traduttrice iraniana († 2024)
- 1942 - Barry Rowan, ex calciatore inglese
- 1942 - Barbra Streisand, cantante, attrice e compositrice statunitense
- 1942 - György Szabó, ex calciatore ungherese
- 1942 - Werner Teske, ufficiale tedesco († 1981)
- 1942 - George William Vella, politico e medico maltese
- 1943 - Mike Boyette, wrestler statunitense († 2012)
- 1943 - Anna Maria Cecchi, nuotatrice italiana († 2021)
- 1943 - Andrés Gandarias, ciclista su strada e dirigente sportivo spagnolo († 2018)
- 1943 - Donald G. Jackson, regista e produttore cinematografico statunitense († 2003)
- 1943 - Judit Kathona, cestista ungherese († 2019)
- 1943 - Ivo Mazzucchelli, rugbista a 15, allenatore di rugby a 15 e dirigente sportivo italiano
- 1943 - David Morrell, scrittore e critico letterario canadese
- 1943 - Nicola Pignataro, attore italiano
- 1943 - Hew Pike, generale britannico
- 1943 - Gabriele Rossi Osmida, archeologo e scrittore italiano († 2020)
- 1943 - Alberto Ricardo da Silva, vescovo cattolico est-timorese († 2015)
- 1943 - Franco Stella, architetto italiano
- 1943 - Ruud Stokvis, ex canottiere olandese
- 1943 - Gerd Theissen, teologo tedesco
- 1943 - Gordon West, calciatore inglese († 2012)
- 1944 - Gian Nicola Babini, chimico italiano († 2012)
- 1944 - Andrzej Dereziński, ex sciatore alpino polacco
- 1944 - Jim Geringer, politico statunitense
- 1944 - Ilkka Nummisto, canoista finlandese († 2019)
- 1944 - Christine Ockrent, giornalista, saggista e biografa belga
- 1944 - Chris Simpkin, ex calciatore inglese
- 1944 - Tony Visconti, produttore discografico statunitense
- 1945 - Bruno Baiardo, ex calciatore italiano
- 1945 - Oswaldo Calero, calciatore colombiano († 1997)
- 1945 - Doug Clifford, batterista statunitense
- 1945 - Mick Jones, ex calciatore britannico
- 1945 - Théophile Ngoie Wa Ngoie, cestista e allenatore di pallacanestro della Repubblica Democratica del Congo († 2013)
- 1945 - Gheorghe Novac, cestista, allenatore di pallacanestro e dirigente sportivo rumeno († 2022)
- 1945 - Eugene O'Brien, compositore statunitense
- 1945 - John Pasche, designer inglese
- 1945 - Larry Tesler, informatico statunitense († 2020)
- 1946 - Marcia Greenberger, avvocato e attivista statunitense
- 1946 - Giuseppe Piemontese, vescovo cattolico italiano
- 1946 - Chin Han, attore taiwanese
- 1946 - Eva Šuranová, lunghista cecoslovacca († 2016)
- 1947 - Josep Borrell, politico, ingegnere aeronautico e economista spagnolo
- 1947 - João Braz de Aviz, cardinale e arcivescovo cattolico brasiliano
- 1947 - Aurelio Chiesa, sceneggiatore e regista italiano
- 1947 - Sandro Delmastro delle Vedove, politico italiano
- 1947 - Roger David Kornberg, biochimico statunitense
- 1947 - Harald Vollmar, ex tiratore a segno tedesco
- 1948 - Larry Baker, vibrafonista, polistrumentista e compositore statunitense
- 1948 - Brigantony, cantautore italiano († 2022)
- 1948 - Paul Cellucci, politico e diplomatico statunitense († 2013)
- 1948 - Guido Guglielmi, chirurgo italiano
- 1948 - Louis Pace, ex calciatore maltese
- 1948 - István Szívós, pallanuotista ungherese († 2019)
- 1949 - Peter Friedman, attore statunitense
- 1949 - Eddie Hart, ex velocista statunitense
- 1949 - Kalkot Mataskelekele, politico vanuatuano
- 1949 - Véronique Sanson, cantautrice e attrice francese
- 1949 - Wilfrido Vargas, cantante e trombettista dominicano
- 1950 - Alberto Beneduce, mafioso italiano († 1990)
- 1950 - Robert Berry, cantante, polistrumentista e produttore discografico statunitense
- 1950 - Rafael González Córdova, ex calciatore cileno
- 1950 - Sergio Grmek Germani, critico cinematografico, saggista e autore televisivo italiano
- 1950 - Anita Lochner, attrice e doppiatrice tedesca
- 1950 - Henryk Maculewicz, ex calciatore polacco
- 1950 - Luigi Radice, pilota motonautico italiano
- 1951 - Ron Arad, designer e artista israeliano
- 1951 - Christian Bobin, scrittore e poeta francese († 2022)
- 1951 - Roberto Camilleri Azzopardi, vescovo cattolico e missionario maltese († 2023)
- 1951 - Nicola Costantino, ingegnere e dirigente pubblico italiano
- 1951 - Boulou Ferré, chitarrista e compositore francese
- 1951 - Enda Kenny, politico irlandese
- 1951 - László Kovács, calciatore ungherese († 2017)
- 1951 - Steven Lisberger, regista, produttore cinematografico e sceneggiatore statunitense
- 1951 - Adelchi Malaman, ex calciatore italiano
- 1951 - Giorgio Valmassoi, ex calciatore italiano
- 1952 - Bruno Ancillotti, ex rugbista a 15 e allenatore di rugby a 15 italiano
- 1952 - Jean-Paul Gaultier, stilista francese
- 1952 - Fosco Giannini, politico e giornalista italiano
- 1952 - Mario Marazziti, dirigente d'azienda, giornalista e politico italiano
- 1952 - David Shapiro, contrabbassista statunitense († 2011)
- 1953 - Bino, cantante italiano († 2010)
- 1953 - Eric Bogosian, attore, drammaturgo e scrittore statunitense
- 1953 - Teresa Domingo Segarra, politica spagnola
- 1953 - Ely Galleani, attrice italiana
- 1953 - Kallie Knoetze, ex pugile e attore sudafricano
- 1953 - Bernhard Lehner, montatore, regista e docente svizzero
- 1953 - Tim Woodward, attore britannico († 2023)
- 1954 - Mumia Abu-Jamal, attivista e giornalista statunitense
- 1954 - Jack Blades, cantante, bassista e chitarrista statunitense
- 1954 - Captain Sensible, cantante, chitarrista e compositore britannico
- 1954 - Vince Ferragamo, ex giocatore di football americano statunitense
- 1954 - Toril Førland, ex sciatrice alpina norvegese
- 1954 - Dana Kaproff, compositore statunitense
- 1954 - Mario Maglione, cantante e musicista italiano
- 1954 - Riccardo Montanaro, doppiatore italiano († 2010)
- 1954 - Salvatore Pillera, mafioso italiano
- 1954 - Patrick Rossi Gastaldi, attore teatrale, regista teatrale e mimo italiano
- 1954 - Renata Scaglia, ex discobola italiana
- 1954 - Viktor Sokolov, ex pistard e ciclista su strada russo
- 1954 - Viggo Sundmoen, ex calciatore norvegese
- 1954 - Anthony Basil Taylor, vescovo cattolico statunitense
- 1955 - Abdirahman Mohamed Abdullahi, diplomatico e politico somalo
- 1955 - Roy Amundsen, ex calciatore norvegese
- 1955 - Sergio Borlenghi, cestista italiano († 1997)
- 1955 - John de Mol, imprenditore, produttore televisivo e autore televisivo olandese
- 1955 - Cristian Dumitrescu, politico rumeno
- 1955 - Eamon Gilmore, politico irlandese
- 1955 - Ernie Grunfeld, ex cestista, allenatore di pallacanestro e dirigente sportivo rumeno
- 1955 - Toshihiro Kaiwa, ex sciatore alpino giapponese
- 1955 - Jack Kingston, politico e opinionista statunitense
- 1955 - Coke La Rock, rapper statunitense
- 1955 - Giancarlo Malagutti, fumettista italiano
- 1955 - Gary Marocchi, allenatore di calcio e ex calciatore australiano
- 1955 - Pier Giuseppe Mosti, allenatore di calcio e ex calciatore italiano
- 1955 - Michael O'Keefe, attore statunitense
- 1956 - Filippo Belloni, velista italiano
- 1956 - Marco Bouchard, ex magistrato italiano
- 1956 - Alberto Cavaglion, storico, saggista e biografo italiano
- 1956 - Hisashi Katō, allenatore di calcio e ex calciatore giapponese
- 1956 - Tat'jana Lesovaja, ex discobola kazaka
- 1956 - Mirko Puzović, ex pugile jugoslavo
- 1956 - Caterina Zuccaro, calciatrice italiana
- 1957 - Miroslav Beránek, allenatore di calcio e ex calciatore cecoslovacco
- 1957 - David J, bassista, cantante e cantautore britannico
- 1957 - Uri Malmilian, allenatore di calcio e ex calciatore israeliano
- 1957 - Fidel Miño, ex calciatore paraguaiano
- 1957 - Bamir Topi, politico e veterinario albanese
- 1957 - David Whittaker, compositore e autore di videogiochi britannico
- 1957 - Boris Williams, batterista inglese
- 1958 - Nicola D'Agostino, politico italiano
- 1958 - Annamaria Furlan, politica e sindacalista italiana
- 1958 - Fernando Luna, ex tennista spagnolo
- 1958 - Koulīs Pantziaras, ex calciatore cipriota
- 1958 - Giuseppe Rausa, giornalista, critico cinematografico e musicista italiano
- 1958 - Giorgio Rutigliano, informatico italiano
- 1959 - Doriano Bindi, ex pugile, ex giocatore di baseball e allenatore di baseball sammarinese
- 1959 - Ronnie Båthman, ex tennista svedese
- 1959 - Yvonne Cagle, astronauta statunitense
- 1959 - Silvia Cohen, attrice e conduttrice televisiva italiana
- 1959 - Glenn Morshower, attore statunitense
- 1959 - Domenico Rinaldi, tuffatore italiano
- 1959 - Patrizia Sandretto Re Rebaudengo, collezionista d'arte e mecenate italiana
- 1959 - Mario Saralegui, allenatore di calcio e ex calciatore uruguaiano
- 1959 - Fabrizio Verza, ex ciclista su strada italiano
- 1959 - Eric Wagner, cantante statunitense († 2021)
- 1959 - Paula Yates, conduttrice televisiva, scrittrice e giornalista britannica († 2000)
- 1959 - Luigi Zunino, imprenditore italiano
- 1960 - Luca Birigozzi, ex calciatore italiano
- 1960 - Masami Kikuchi, doppiatore giapponese
- 1960 - Danio Montani, ex calciatore italiano
- 1960 - Anders Palmér, ex calciatore svedese
- 1960 - Paolo Possamai, giornalista e scrittore italiano
- 1960 - Dirceu Ventura Teixeira, ex giocatore di calcio a 5 brasiliano
- 1960 - Lance Von Erich, ex wrestler statunitense
- 1961 - Roberto Giachetti, politico italiano
- 1961 - José Miguel Gómez Rodríguez, arcivescovo cattolico colombiano
- 1961 - Roger Mayweather, pugile statunitense († 2020)
- 1961 - Abdelhakim Serrar, ex calciatore algerino
- 1961 - Gino Sgreva, direttore della fotografia italiano
- 1961 - Daniele Tebaldi, ex rugbista a 15 e allenatore di rugby a 15 italiano
- 1961 - Tetsuya Totsuka, allenatore di calcio e ex calciatore giapponese
- 1961 - José Touré, ex calciatore francese
- 1962 - Linda Cassell, ex tennista australiana
- 1962 - Christophe Desjardins, violista francese († 2020)
- 1962 - Saverio Grandi, paroliere, compositore e cantautore italiano
- 1962 - Michael Grenda, ex pistard australiano
- 1962 - Heike Kemmer, cavallerizza tedesca
- 1962 - Andrea Matteucci, serial killer italiano
- 1962 - Giorgio Paganin, ex pattinatore di velocità su ghiaccio italiano
- 1962 - Stuart Pearce, allenatore di calcio e ex calciatore inglese
- 1962 - Hugo Torres, ex rugbista a 15 e allenatore di rugby a 15 argentino
- 1963 - Salwa Bughaighis, attivista libica († 2014)
- 1963 - Cvetana Dekleva, ex cestista jugoslava
- 1963 - Lajos Détári, allenatore di calcio e ex calciatore ungherese
- 1963 - Geraldo Dutra Pereira, allenatore di calcio e ex calciatore brasiliano
- 1963 - Bill Gould, bassista statunitense
- 1963 - Horacio Hernández, batterista cubano
- 1963 - Gadi Luzzatto Voghera, storico italiano
- 1963 - Ricardo Mejía, fondista di corsa in montagna messicano
- 1963 - Luciano Pignatelli, militare italiano († 1987)
- 1963 - Scott Rosenberg, sceneggiatore, produttore cinematografico e produttore televisivo statunitense
- 1963 - Paul Sarossy, direttore della fotografia canadese
- 1963 - Massimo Sestini, fotoreporter italiano
- 1963 - Carlos Alberto Sánchez, arcivescovo cattolico argentino
- 1963 - Joey Vera, bassista statunitense
- 1964 - Helga Arendt, velocista tedesca († 2013)
- 1964 - Bayan Badagwlov, ex calciatore sovietico
- 1964 - Mustapha Boukar, ex calciatore e ex giocatore di calcio a 5 algerino
- 1964 - Djimon Hounsou, attore e modello beninese
- 1964 - Kim Jong-song, allenatore di calcio e ex calciatore nordcoreano
- 1964 - Cedric the Entertainer, attore e comico statunitense
- 1964 - Marek Leśniewski, ex ciclista su strada polacco
- 1964 - Francesco Patierno, regista, sceneggiatore e scrittore italiano
- 1964 - Lorenzo Pavolini, scrittore italiano
- 1964 - Josep Maria Sala, ex calciatore spagnolo
- 1964 - Augusta Read Thomas, compositrice statunitense
- 1964 - Pascale Van Roy, ex cestista belga
- 1964 - Zhan Shuping, ex cestista cinese
- 1965 - Avenir Dani, allenatore di calcio e ex calciatore albanese
- 1965 - Fabiano Fontanelli, dirigente sportivo e ex ciclista su strada italiano
- 1965 - Aldis Intlers, bobbista lettone († 1994)
- 1965 - Enrico Sgrulletti, ex martellista italiano
- 1965 - Masami Toyoshima, doppiatrice giapponese
- 1965 - Steve Trittschuh, allenatore di calcio, ex calciatore e ex giocatore di calcio a 5 statunitense
- 1966 - Edgar Borges, scrittore venezuelano
- 1966 - Michael Bormann, cantante tedesco
- 1966 - Angelica Cheung, giornalista cinese
- 1966 - Alessandro Costacurta, ex calciatore italiano
- 1966 - Serenella Fucksia, politica italiana
- 1966 - Mark Harris, politico statunitense
- 1966 - Stan Kimbrough, ex cestista statunitense
- 1966 - Pascale Paradis, tennista francese
- 1966 - Andreas Schönbächler, ex sciatore freestyle svizzero
- 1966 - David Usher, cantautore britannico
- 1967 - Lulëzim Bërshemi, ex calciatore albanese
- 1967 - Davide Colavini, attore, drammaturgo e comico italiano
- 1967 - Cristina De Stefano, giornalista e scrittrice italiana
- 1967 - Pio Del Gaudio, politico italiano
- 1967 - Inna Kaljužna, ex cestista ucraina
- 1967 - Shannon Larkin, batterista statunitense
- 1967 - Leslie Marx, ex schermitrice statunitense
- 1967 - Anna Oskarsson, ex cestista svedese
- 1967 - Dino Rađa, ex cestista croato
- 1967 - Patty Schemel, batterista statunitense
- 1967 - Gianluca Tiberti, ex pentatleta italiano
- 1967 - Jodi Willis-Roberts, ex atleta paralimpica australiana
- 1968 - Marco Bruzzano, ex calciatore italiano
- 1968 - Francisco Cassiani, ex calciatore colombiano
- 1968 - Aidan Gillen, attore irlandese
- 1968 - Raphaël Guerreiro, ex calciatore francese
- 1968 - Stacy Haiduk, attrice e produttrice cinematografica statunitense
- 1968 - Veit Helmer, regista, sceneggiatore e produttore cinematografico tedesco
- 1968 - Yūji Nagata, wrestler e ex artista marziale misto giapponese
- 1968 - Tiziana Panella, giornalista e autrice televisiva italiana
- 1968 - Roxanna Panufnik, compositrice britannica
- 1968 - Hashim Thaçi, politico e militare kosovaro
- 1968 - Mark Vanderloo, supermodello olandese
- 1968 - Joseph di Pasquale, architetto italiano
- 1969 - Pablo Alfaro, allenatore di calcio e ex calciatore spagnolo
- 1969 - Bruce Anstey, pilota motociclistico neozelandese
- 1969 - Andrea Chiuchich, ex schermitrice argentina
- 1969 - Melinda Clarke, attrice statunitense
- 1969 - Gatis Ērglis, ex calciatore e allenatore di calcio lettone
- 1969 - Rory McCann, attore britannico
- 1969 - Viveca Paulin, attrice svedese
- 1969 - Adrienne Shuler, ex cestista e allenatrice di pallacanestro statunitense
- 1969 - Sudirman, ex calciatore indonesiano
- 1969 - Mirko Tomassoni, politico sammarinese
- 1969 - Gaia Tortora, giornalista italiana
- 1969 - Miguel Vences, erpetologo tedesco
- 1970 - Kersley Appou, ex calciatore mauriziano
- 1970 - Edoardo Bulgheroni, imprenditore e dirigente sportivo italiano
- 1970 - Hua Chunying, diplomatica e politica cinese
- 1970 - Hiroyuki Inagaki, ex calciatore giapponese
- 1970 - Patrik Juhlin, ex hockeista su ghiaccio svedese
- 1970 - Dragoslav Poleksić, ex calciatore montenegrino
- 1970 - Stelio Savante, attore sudafricano
- 1970 - Roberta Serra, ex sciatrice alpina italiana
- 1970 - Corey Williams, ex cestista e allenatore di pallacanestro statunitense
- 1970 - Emanuela Zardo, ex tennista svizzera
- 1971 - Will Bowden, attore e doppiatore britannico
- 1971 - Yves Eigenrauch, ex calciatore tedesco
- 1971 - Alejandro Fernández, cantante e musicista messicano
- 1971 - Aldo Manganaro, ex atleta paralimpico italiano
- 1971 - James Marape, politico papuano
- 1971 - Claude Michel, allenatore di calcio e ex calciatore francese
- 1971 - Erika Morri, rugbista a 15, allenatrice di rugby a 15 e dirigente sportiva italiana
- 1971 - Stefania Rocca, attrice italiana
- 1971 - Phil Rogers, ex nuotatore australiano
- 1971 - Óscar Tabuenca, ex calciatore spagnolo
- 1971 - Đorđe Đurić, allenatore di pallavolo e ex pallavolista jugoslavo
- 1972 - Rab Douglas, ex calciatore scozzese
- 1972 - Csilla Füri, ex pentatleta ungherese
- 1972 - Alessia Giuliani, attrice italiana
- 1972 - Chipper Jones, ex giocatore di baseball statunitense
- 1972 - Carlos Alberto Juárez, ex calciatore argentino
- 1972 - Jure Košir, ex sciatore alpino sloveno
- 1972 - Barbara Lezzi, politica italiana
- 1972 - Marquez, cantautore e compositore italiano
- 1972 - Glen Riddersholm, allenatore di calcio danese
- 1972 - Laure Sainclair, ex attrice pornografica francese
- 1972 - Anne Dorthe Tanderup, ex pallamanista danese
- 1972 - Sabrina Varrone, mezzofondista italiana
- 1973 - Giovanni Luca Aresta, politico italiano
- 1973 - Dean Armstrong, attore televisivo e attore teatrale canadese
- 1973 - Mark Babic, ex calciatore australiano
- 1973 - Sonia Blanco, ex cestista spagnola
- 1973 - Karsten Bäron, allenatore di calcio e ex calciatore tedesco
- 1973 - Rula Jebreal, giornalista, scrittrice e docente palestinese
- 1973 - Damon Lindelof, sceneggiatore, produttore televisivo e fumettista statunitense
- 1973 - Brian Marshall, bassista statunitense
- 1973 - Tomas Oral, allenatore di calcio e ex calciatore tedesco
- 1973 - Marián Andrej Pacák, vescovo cattolico slovacco
- 1973 - Peeter Rebane, regista, imprenditore e produttore discografico estone
- 1973 - Shane Rose, cavaliere australiano
- 1973 - Eric Snow, ex cestista e allenatore di pallacanestro statunitense
- 1973 - Sachin Tendulkar, crickettista indiano
- 1973 - Toomas Tohver, ex calciatore estone
- 1973 - Lee Westwood, golfista inglese
- 1974 - Noah Danby, attore canadese
- 1974 - Lea Garofalo, italiana († 2009)
- 1974 - Adrian Ilie, dirigente sportivo e ex calciatore rumeno
- 1974 - Muhoozi Kainerugaba, militare ugandese
- 1974 - Eric Kripke, sceneggiatore, regista e produttore televisivo statunitense
- 1974 - Derek Luke, attore statunitense
- 1974 - Dragan Marković, ex cestista jugoslavo
- 1974 - Marcus Payten, pilota motociclistico australiano († 2003)
- 1974 - Fábio Previdelli, allenatore di calcio a 5 e ex giocatore di calcio a 5 brasiliano
- 1974 - Michael Roesch, regista, sceneggiatore e produttore cinematografico tedesco
- 1974 - Stephen Wiltshire, artista britannico
- 1975 - Mayumi Azuma, fumettista giapponese
- 1975 - Hernán Caruso, ex calciatore e ex giocatore di calcio a 5 argentino
- 1975 - Samia Doumit, attrice statunitense
- 1975 - Carmen Giannattasio, soprano italiano
- 1975 - Raymond Kalla, ex calciatore camerunese
- 1975 - Devon Larratt, sportivo e militare canadese
- 1975 - Thad Luckinbill, attore e produttore cinematografico statunitense
- 1975 - Ricardo Mannetti, allenatore di calcio e ex calciatore namibiano
- 1975 - Nora Navas, attrice spagnola
- 1975 - Dejan Savić, ex pallanuotista e allenatore di pallanuoto serbo
- 1975 - Corrado Serina, ex ciclista su strada italiano
- 1975 - Estas Tonne, chitarrista e musicista ucraino
- 1975 - Sophie Grégoire Trudeau, giornalista canadese
- 1975 - Martyn Wood, rugbista a 15 e allenatore di rugby a 15 britannico
- 1976 - Hedda Berntsen, sciatrice alpina e ex sciatrice freestyle norvegese
- 1976 - Fiona Bigwood, cavallerizza britannica
- 1976 - Steve Finnan, ex calciatore irlandese
- 1976 - Juan Manuel Gárate, dirigente sportivo e ex ciclista su strada spagnolo
- 1976 - Mike Garcia, politico e imprenditore statunitense
- 1976 - Martin Helme, politico estone
- 1976 - Sonya Jeyaseelan, ex tennista canadese
- 1976 - Roman Kresta, pilota di rally ceco
- 1976 - Dianne L'Ami, ex cestista neozelandese
- 1976 - Ester Mieli, politica italiana
- 1976 - Denise Milani, modella ceca
- 1976 - Christian Müller, storico tedesco
- 1976 - Sarah Noriega, ex pallavolista statunitense
- 1976 - Nenad Čanak, ex cestista e allenatore di pallacanestro serbo
- 1977 - Eric Balfour, attore e cantante statunitense
- 1977 - Carlos Beltrán, ex giocatore di baseball portoricano
- 1977 - Nicolas Cazalé, attore e modello francese
- 1977 - Selina Heregger, ex sciatrice alpina austriaca
- 1977 - Jacob Jaacks, ex cestista statunitense
- 1977 - Mohamed el-Kerdany, ex cestista e allenatore di pallacanestro egiziano
- 1977 - Kim Hyun-joo, attrice e personaggio televisivo sudcoreana
- 1977 - Rebecca Mader, attrice e produttrice cinematografica britannica
- 1977 - Ryan Mitchell, ex nuotatore australiano
- 1977 - Diego Placente, allenatore di calcio e ex calciatore argentino
- 1977 - Marco Ramacci, schermidore italiano
- 1977 - Byron Ritchie, hockeista su ghiaccio canadese
- 1977 - Fabrizio Romondini, allenatore di calcio e ex calciatore italiano
- 1977 - Mário Silva, allenatore di calcio e ex calciatore portoghese
- 1977 - Daisuke Tomita, ex calciatore e allenatore di calcio giapponese
- 1977 - Malko Tondella, giocatore di curling italiano
- 1977 - Deborah Toniolo, maratoneta italiana
- 1978 - Patrice Beaumelle, allenatore di calcio francese
- 1978 - Willy Blain, ex pugile francese
- 1978 - Jesper Christiansen, ex calciatore danese
- 1978 - Stella Damasus, attrice nigeriana
- 1978 - Libor Došek, ex calciatore ceco
- 1978 - Petr Lukáš, calciatore ceco
- 1978 - Matt Nagy, ex giocatore di football americano e allenatore di football americano statunitense
- 1978 - Diego Quintana, ex calciatore argentino
- 1978 - Martin Rajniak, ex cestista lussemburghese
- 1978 - Rolan Roberts, ex cestista statunitense
- 1978 - Ronny Scholz, ex ciclista su strada tedesco
- 1978 - Beth Storry, hockeista su prato britannica
- 1978 - Jiří Vaněk, allenatore di tennis e ex tennista ceco
- 1978 - Mario Čutura, ex calciatore croato
- 1979 - Amir Abdelhamid, ex calciatore egiziano
- 1979 - Alejandro Barrios, cestista venezuelano
- 1979 - Amihai Eliyahu, politico israeliano
- 1979 - Jamie Cullum, cantante e pianista britannico
- 1979 - Luis García Conde, ex calciatore spagnolo
- 1979 - Zsuzsanna Heiner, astronoma ungherese
- 1979 - Ros Mason, ex cestista britannica
- 1979 - Vol'ha Padabed, ex cestista bielorussa
- 1979 - Avey Tare, musicista statunitense
- 1980 - Erika Aleotti, ex cestista italiana
- 1980 - Fernando Arce, ex calciatore messicano
- 1980 - Karen Asryan, scacchista armeno († 2008)
- 1980 - Katherine Bailess, attrice statunitense
- 1980 - Elena Băsescu, politica rumena
- 1980 - Daniel Défago, ex sciatore alpino svizzero
- 1980 - Danny Gokey, cantante statunitense
- 1980 - Juan Ramón Cabrero, ex calciatore spagnolo
- 1980 - Klaus Kröll, ex sciatore alpino austriaco
- 1980 - Josep Manuel López Martínez, scacchista spagnolo
- 1980 - Austin Nichols, attore statunitense
- 1980 - Alessandro Sgrigna, allenatore di calcio e ex calciatore italiano
- 1981 - Josephine Alhanko, attrice e modella svedese
- 1981 - Sasha Barrese, attrice statunitense
- 1981 - Christophe Bertrand, compositore francese († 2010)
- 1981 - Chen Li-ju, arciera taiwanese
- 1981 - Andrija Delibašić, calciatore e allenatore di calcio montenegrino († 2025)
- 1981 - Taylor Dent, allenatore di tennis e ex tennista statunitense
- 1981 - Thomas Fanara, ex sciatore alpino francese
- 1981 - Ben Forster, attore e cantante britannico
- 1981 - Costin Lazăr, ex calciatore rumeno
- 1981 - Mario Lučić, calciatore croato
- 1981 - Yūko Nakanishi, ex nuotatrice giapponese
- 1981 - Borko Novaković, ex calciatore serbo
- 1981 - George Owino, ex calciatore keniota
- 1981 - Thomas Pichlmann, giocatore di football americano e ex calciatore austriaco
- 1981 - Xetaq Qazyumov, ex lottatore russo
- 1981 - Pierre Rochefort, attore, cantante e produttore discografico francese
- 1981 - Juan Miguel Ruiz, allenatore di pallavolo e ex pallavolista portoricano
- 1981 - Siyabonga Siphika, ex calciatore sudafricano
- 1981 - Keith Southern, ex calciatore inglese
- 1981 - Georg Streitberger, ex sciatore alpino austriaco
- 1981 - Veliče Šumulikoski, ex calciatore macedone
- 1981 - Marcus Tulio Tanaka, ex calciatore brasiliano
- 1981 - Jasmine Trinca, attrice e regista italiana
- 1981 - Diego Villar, ex calciatore argentino
- 1981 - Ihor Voronkov, ex calciatore ucraino
- 1982 - Pavel Bykov, schermidore russo
- 1982 - Irina Viktorovna Čaščina, ex ginnasta russa
- 1982 - Kelly Clarkson, cantautrice e conduttrice televisiva statunitense
- 1982 - Nicole Davis, ex pallavolista statunitense
- 1982 - Maryja Kalesnikava, musicista e politica bielorussa
- 1982 - Nuno, ex calciatore angolano
- 1982 - David Oliver, ex ostacolista statunitense
- 1982 - Patrick Pemberton, calciatore costaricano
- 1982 - Simon Tischer, pallavolista tedesco
- 1982 - Mikayil Yusifov, ex calciatore azero
- 1983 - Radosław Cierzniak, ex calciatore polacco
- 1983 - José Carlos Ferreira Filho, ex calciatore brasiliano
- 1983 - Javier Jattin, attore e modello colombiano
- 1983 - Abderrahman Kabous, ex calciatore francese
- 1983 - Hanna Kas'janova, multiplista ucraina
- 1983 - Serhij Kravčenko, allenatore di calcio e ex calciatore ucraino
- 1983 - Nayuta Mizuno, pilota motociclistico giapponese
- 1983 - Alexis Ohanian, imprenditore statunitense
- 1983 - Eros Schiavon, allenatore di calcio e ex calciatore italiano
- 1983 - Arim Solares, ex cestista messicano
- 1983 - Cyril Théréau, ex calciatore francese
- 1983 - Matthew Winstanley, pilota motociclistico inglese
- 1983 - Naoki Yuasa, ex sciatore alpino giapponese
- 1983 - Iman bint al-Husayn, principessa giordana
- 1984 - Sekou Baradji, calciatore francese
- 1984 - Alan Belcher, ex artista marziale misto statunitense
- 1984 - Jérémy Berthod, ex calciatore francese
- 1984 - Óscar Díaz González, calciatore spagnolo
- 1984 - Lindsey Gort, attrice statunitense
- 1984 - Yasmina Hernández, ex pallavolista spagnola
- 1984 - Christoph Knie, ex biatleta tedesco
- 1984 - Aleksei Muldarov, ex calciatore georgiano
- 1984 - Andrew Mwesigwa, ex calciatore ugandese
- 1984 - Guirane N'Daw, ex calciatore senegalese
- 1984 - Frans Nielsen, hockeista su ghiaccio danese
- 1984 - Marina Nigg, ex sciatrice alpina liechtensteinese
- 1984 - Vuza Nyoni, calciatore zimbabwese
- 1984 - František Ogurčák, pallavolista slovacco
- 1984 - Germaine de Randamie, artista marziale mista e ex kickboxer olandese
- 1984 - Tyson Ritter, cantante e bassista statunitense
- 1984 - Rafael Robayo, ex calciatore colombiano
- 1984 - Anthony Soubervie, calciatore francese
- 1984 - Marcelin Tamboulas, ex calciatore centrafricano
- 1984 - Davíð Viðarsson, ex calciatore islandese
- 1984 - Yang Sang-min, ex calciatore sudcoreano
- 1984 - Rubén de Eguia, attore, regista e sceneggiatore spagnolo
- 1985 - Carlos Bellvís, ex calciatore spagnolo
- 1985 - Alexandru Bourceanu, ex calciatore rumeno
- 1985 - Kokou Donou, calciatore togolese
- 1985 - Courtnee Draper, attrice statunitense
- 1985 - Morgan Evans, cantante australiano
- 1985 - Joséphine Jobert, attrice, cantante e doppiatrice francese
- 1985 - José Mendes, ciclista su strada portoghese
- 1985 - Kaori Nazuka, attrice e doppiatrice giapponese
- 1985 - Jakub Petružálek, hockeista su ghiaccio ceco
- 1985 - Ryan Reid, giocatore di baseball statunitense
- 1985 - Mike Rodgers, velocista statunitense
- 1985 - Michael Ríos, calciatore cileno
- 1985 - Baldur Sigurðsson, ex calciatore islandese
- 1985 - Pauline Soullard, pallavolista francese
- 1985 - Gonzalo Tiesi, ex rugbista a 15 argentino
- 1985 - Anatoli Todorov, ex calciatore bulgaro
- 1985 - Tiago Valente, allenatore di calcio e ex calciatore portoghese
- 1985 - Enrique Villaurrutia, ex calciatore cubano
- 1985 - Federica Zandegiacomo, ex hockeista su ghiaccio italiana
- 1986 - Michael Chandler, artista marziale misto statunitense
- 1986 - Julie Cloutier, schermitrice canadese
- 1986 - Yuri Confortola, ex pattinatore di short track italiano
- 1986 - Goran Gogić, calciatore serbo († 2015)
- 1986 - Dariusz Kuć, velocista polacco
- 1986 - Charles Martin, pugile statunitense
- 1986 - Andrei Novicov, ex calciatore moldavo
- 1986 - Iván Pillud, calciatore argentino
- 1986 - Jacques Potgieter, rugbista a 15 sudafricano
- 1986 - Kellin Quinn, cantante, cantautore e musicista statunitense
- 1986 - Davide Rossi, attore italiano
- 1986 - Anderson Santana dos Santos, ex calciatore brasiliano
- 1986 - Nicolás Schenone, ex calciatore uruguaiano
- 1986 - Daniele Sinibaldi, politico e imprenditore italiano
- 1986 - Javier Toledo, calciatore argentino
- 1986 - Tahyna Tozzi, attrice e modella australiana
- 1986 - Pirro Vengu, politico albanese
- 1987 - Goran Adamović, allenatore di calcio e ex calciatore serbo
- 1987 - Nicolás Barrientos, tennista colombiano
- 1987 - Nemanja Belić, calciatore serbo
- 1987 - Khalid Boutaïb, calciatore francese
- 1987 - Simone Corsi, pilota motociclistico italiano
- 1987 - Varun Dhawan, attore indiano
- 1987 - Sharon Doorson, cantante olandese
- 1987 - Nenad Filipović, calciatore serbo
- 1987 - Aleksandra Franceva, ex sciatrice alpina russa
- 1987 - Alessia Gritti, calciatrice italiana
- 1987 - Ben Howard, cantautore e musicista inglese
- 1987 - Jan Krob, allenatore di calcio e ex calciatore ceco
- 1987 - Kris Letang, hockeista su ghiaccio canadese
- 1987 - Liu Dan, ex cestista cinese
- 1987 - Simon Ogar, ex calciatore nigeriano
- 1987 - Yogev Ohayon, cestista israeliano
- 1987 - Osmel Oliva, cestista cubano
- 1987 - Daniele Rossi, pilota motociclistico italiano
- 1987 - Giulio Rubini, ex rugbista a 15 italiano
- 1987 - Gennaro Scognamiglio, dirigente sportivo e ex calciatore italiano
- 1987 - Rein Taaramäe, ciclista su strada estone
- 1987 - Serdar Taşçı, ex calciatore tedesco
- 1987 - Jan Vertonghen, ex calciatore belga
- 1987 - Jeffrey Wammes, ginnasta olandese
- 1988 - Bibiro Ali Taher, mezzofondista ciadiana
- 1988 - Roberto Andrade Silva, ex calciatore brasiliano
- 1988 - Brecht Capon, ex calciatore belga
- 1988 - Jermaine Cunningham, giocatore di football americano statunitense
- 1988 - Balázs Farkas, ex calciatore ungherese
- 1988 - Adama Guira, ex calciatore burkinabé
- 1988 - Neil Hans, ex calciatore papuano
- 1988 - Jarvis Jenkins, giocatore di football americano statunitense
- 1988 - Daria Jorquera, schermitrice canadese
- 1988 - Julianna Karaulova, cantante e attrice russa
- 1988 - Oleksij Kurilov, ex calciatore ucraino
- 1988 - Daniel Popescu, cestista rumeno
- 1988 - Danny Santoya, calciatore colombiano
- 1988 - Lance Thomas, ex cestista statunitense
- 1988 - Kazunori Yoshimoto, ex calciatore giapponese
- 1988 - Oleksandra Ševčenko, attivista ucraina
- 1988 - Jan Šisler, calciatore ceco
- 1989 - Agathe Bonitzer, attrice francese
- 1989 - Elīna Babkina, cestista lettone
- 1989 - Antonio Bareiro, calciatore paraguaiano
- 1989 - David Boudia, tuffatore statunitense
- 1989 - Jazzy Bazz, rapper francese
- 1989 - Naomi Cavaday, ex tennista britannica
- 1989 - Melania Costa, nuotatrice spagnola
- 1989 - Fábio Faria, ex calciatore portoghese
- 1989 - Ian Matos, tuffatore brasiliano († 2021)
- 1989 - Gaioz Nigalidze, scacchista georgiano
- 1989 - Briana Provancha, velista statunitense
- 1989 - Dominik Spohr, cestista tedesco
- 1989 - Alenka Čebašek, fondista slovena
- 1990 - Ogou Akichi, calciatore ivoriano
- 1990 - Mariano Bíttolo, calciatore argentino
- 1990 - Cody Ellis, cestista australiano
- 1990 - Eduardo García Martín, calciatore spagnolo
- 1990 - Lirim Hajrullahu, giocatore di football americano kosovara
- 1990 - Murphy Holloway, cestista statunitense
- 1990 - Peterson Joseph, calciatore haitiano
- 1990 - Sargis Karapetyan, ex calciatore armeno
- 1990 - Kim Tae-ri, attrice sudcoreana
- 1990 - Kwabs, cantante britannico
- 1990 - Lee Myung-joo, calciatore sudcoreano
- 1990 - Garrick Mathurin, calciatore americo-verginiano
- 1990 - Wesley Pacheco Gomes, calciatore brasiliano
- 1990 - Miguel Ángel Sancho, altista spagnolo
- 1990 - Carly Pearce, cantante statunitense
- 1990 - Adam Sollazzo, ex cestista statunitense
- 1990 - Jan Veselý, cestista ceco
- 1990 - Thomas Wils, ex calciatore belga
- 1990 - Paweł Wojciechowski, calciatore polacco
- 1991 - Sigrid Agren, modella francese
- 1991 - El Hedi Belameiri, calciatore algerino
- 1991 - Morgan Ciprès, pattinatore artistico su ghiaccio francese
- 1991 - Carter Cruise, attrice pornografica statunitense
- 1991 - Stijn D'Hulst, pallavolista belga
- 1991 - Jesús Gómez, mezzofondista spagnolo
- 1991 - Batuhan Karadeniz, ex calciatore turco
- 1991 - Karolina Kucharczyk, atleta paralimpica polacca
- 1991 - Lee Seul-bi, attrice e modella sudcoreana
- 1991 - Saki Mizushima, ex cestista giapponese
- 1991 - Mwape Musonda, calciatore zambiano
- 1991 - Ryan Richards, cestista britannico
- 1991 - Alan Santos, calciatore brasiliano
- 1991 - Halidi Selemani, calciatore burundese
- 1991 - Joakim Våge Nilsen, calciatore norvegese
- 1991 - Giulia Viola, mezzofondista italiana
- 1992 - Munther Abu Amarah, calciatore giordano
- 1992 - Alexandru Crețu, calciatore rumeno
- 1992 - Dominykas Domarkas, cestista lituano
- 1992 - Jesper Engström, calciatore finlandese
- 1992 - Laura Gil, cestista spagnola
- 1992 - Iōannīs Gkelios, calciatore greco
- 1992 - Luciano Guaycochea, calciatore argentino
- 1992 - Sofie Junge Pedersen, calciatrice danese
- 1992 - Joe Keery, attore e musicista statunitense
- 1992 - Laura Kenny, ex ciclista su strada e ex pistard britannica
- 1992 - Davit Kharazishvili, maratoneta georgiano
- 1992 - Yūki Kobayashi, calciatore giapponese
- 1992 - Pavel Krotov, sciatore freestyle russo († 2023)
- 1992 - Rafaela Silva, judoka brasiliana
- 1992 - Butholezwe Ncube, calciatore zimbabwese
- 1992 - J.J. Nelson, giocatore di football americano statunitense
- 1992 - Florian Notz, fondista tedesco
- 1992 - Rúben Pinto, calciatore portoghese
- 1992 - Jack Quaid, attore statunitense
- 1992 - Luca Rizzo, calciatore italiano
- 1992 - Jamile Samuel, velocista olandese
- 1992 - Doc Shaw, attore statunitense
- 1992 - Tyler Toffoli, hockeista su ghiaccio canadese
- 1993 - Dino Arslanagić, calciatore belga
- 1993 - Elise Chabbey, ciclista su strada svizzera
- 1993 - Kypros Christoforou, calciatore cipriota
- 1993 - Daniel Danklmaier, sciatore alpino austriaco
- 1993 - Ben Davies, calciatore gallese
- 1993 - Elias Dolah, calciatore thailandese
- 1993 - Nathaniel García, calciatore trinidadiano
- 1993 - Doneil Henry, ex calciatore canadese
- 1993 - Brittany Hrynko, ex cestista statunitense
- 1993 - Sarah Knafo, politica francese
- 1993 - Alina Komaščuk, schermitrice ucraina
- 1993 - Cris Martínez, calciatore paraguaiano
- 1993 - Eilish McSorley, calciatrice scozzese
- 1993 - Richard Ofori, calciatore ghanese
- 1993 - Han-Hendrik Piho, ex combinatista nordico estone
- 1993 - Laia Pons, sincronetta spagnola
- 1993 - Ashe, cantante statunitense
- 1993 - Bogdan Vătăjelu, calciatore rumeno
- 1993 - Peu, calciatore brasiliano
- 1994 - Haris Delalić, cestista bosniaco
- 1994 - Stuart Dutamby, velocista francese
- 1994 - Lucas Fernandes, calciatore brasiliano
- 1994 - Jordan Fisher, attore, cantante e ballerino statunitense
- 1994 - Ereck Flowers, giocatore di football americano statunitense
- 1994 - Michalīs Kamperidīs, cestista greco
- 1994 - Jacopo Manconi, calciatore italiano
- 1994 - Ricardo Morris, calciatore barbadiano
- 1994 - Vedat Muriqi, calciatore kosovaro
- 1994 - Ismaeel Ryan, calciatore israeliano
- 1994 - Daniel Zaar, hockeista su ghiaccio svedese
- 1995 - Amani Aguinaldo, calciatore filippino
- 1995 - Allano, calciatore brasiliano
- 1995 - Doğan Bayraktar, attore e modello turco
- 1995 - Sofia Belingheri, snowboarder italiana
- 1995 - Duke Ejiofor, giocatore di football americano statunitense
- 1995 - Omar El Yazidi, taekwondoka francese
- 1995 - Erdenis Gurishta, calciatore albanese
- 1995 - Gerard Hadidian, cestista libanese
- 1995 - Aleksandar Inđić, scacchista serbo
- 1995 - GJan, cantautrice lituana
- 1995 - Tomoya Koyamatsu, calciatore giapponese
- 1995 - Geno Luzcando, cestista panamense
- 1995 - Kevin López, pallavolista portoricano
- 1995 - Tatu Miettunen, calciatore finlandese
- 1995 - Milan Mirosavljev, calciatore serbo
- 1995 - Ogbonnia Okoronkwo, giocatore di football americano statunitense
- 1995 - Ludmilla, cantautrice e attrice brasiliana
- 1995 - Kehlani, cantautrice e ballerina statunitense
- 1995 - Siniša Saničanin, calciatore bosniaco
- 1996 - Asa Andō, sciatrice alpina giapponese
- 1996 - Ashleigh Barty, ex tennista australiana
- 1996 - Jack Byrne, calciatore irlandese
- 1996 - Avital Carroll, sciatrice freestyle statunitense
- 1996 - D'Onta Foreman, giocatore di football americano statunitense
- 1996 - Astride Gneto, judoka francese
- 1996 - Ainise Havili, pallavolista e allenatrice di pallavolo statunitense
- 1996 - Anna Hopkin, nuotatrice britannica
- 1996 - Jonathan Kasibabu, cestista della Repubblica Democratica del Congo
- 1996 - Ali Lajami, calciatore saudita
- 1996 - Ondřej Machuča, calciatore ceco
- 1996 - Aleksandr Makarov, ex calciatore russo
- 1996 - Marcel Papama, calciatore namibiano
- 1996 - Ukyō Sasahara, pilota automobilistico giapponese
- 1996 - Komron Tursunov, calciatore tagiko
- 1997 - Francisco Afonso, calciatore portoghese
- 1997 - Pier-André Côté, ciclista su strada canadese
- 1997 - Fabio Depaoli, calciatore italiano
- 1997 - Tomás Díaz Grassano, calciatore argentino
- 1997 - Angela Fontana, attrice italiana
- 1997 - Marianna Fontana, attrice italiana
- 1997 - Jérémy Gélin, calciatore francese
- 1997 - Yūta Kamiya, calciatore giapponese
- 1997 - Lydia Ko, golfista neozelandese
- 1997 - Veronika Kudermetova, tennista russa
- 1997 - Tomáš Ladra, calciatore ceco
- 1997 - Marvin Loría, calciatore costaricano
- 1997 - Larrell Murchison, giocatore di football americano statunitense
- 1997 - Jessica Pieri, tennista italiana
- 1997 - Timothy Shuttleworth, nuotatore britannico
- 1997 - Kaden Smith, giocatore di football americano statunitense
- 1997 - Luiz Felipe da Silva Nunes, calciatore brasiliano
- 1997 - Tim van Rijthoven, ex tennista olandese
- 1998 - Lamis Alhussein Abdel Aziz, tennista egiziana
- 1998 - Jason Bofunda, giocatore di football americano francese
- 1998 - Marcin Budziński, ciclista su strada, ciclocrossista e mountain biker polacco
- 1998 - Matheus Frizzo, calciatore brasiliano
- 1998 - Lena Große Scharmann, pallavolista tedesca
- 1998 - Jose Guterres, calciatore est-timorese
- 1998 - Ryan Kriener, cestista statunitense
- 1998 - Ryan Newman, attrice, doppiatrice e cantante statunitense
- 1998 - Federico Poggio, nuotatore italiano
- 1998 - Jevhen Serdjuk, calciatore ucraino
- 1998 - Mikael Soisalo, calciatore finlandese
- 1998 - Galena Wardle, sciatrice alpina statunitense
- 1998 - Edson Fernando da Silva Gomes, calciatore brasiliano
- 1999 - Brandon Aiyuk, giocatore di football americano statunitense
- 1999 - Radu Boboc, calciatore rumeno
- 1999 - Palkó Dárdai, calciatore tedesco
- 1999 - Vlad Dragomir, calciatore rumeno
- 1999 - Valentine Fortin, pistard e ciclista su strada francese
- 1999 - Josh Hayes, giocatore di football americano samoano americano
- 1999 - Mads Jensen, pallavolista danese
- 1999 - Jerry Jeudy, giocatore di football americano statunitense
- 1999 - Edmund Lalrindika, calciatore indiano
- 1999 - Jonathan Leko, calciatore inglese
- 1999 - Ochaun Mathis, giocatore di football americano samoano americano
- 1999 - Daniel Paraschiv, calciatore rumeno
- 1999 - Raul Gustavo, calciatore brasiliano
- 1999 - Jackson Kenio Santos Laurentino, calciatore brasiliano
- 1999 - Lenny Vallier, calciatore francese
- 1999 - Wenderson Oliveira do Nascimento, calciatore brasiliano
- 1999 - Salah Zakaria, calciatore qatariota
- 1999 - Ziyu He, violinista cinese
- 1999 - Mario Ćuže, calciatore croato
- 2000 - Mansor Al-Beshe, calciatore saudita
- 2000 - Oluwatobiloba Alagbe, calciatore nigeriano
- 2000 - Filip Bilbija, calciatore tedesco
- 2000 - Ivan Dolček, calciatore croato
- 2000 - Marcellus Earlington, cestista statunitense
- 2000 - Alessandro Fancellu, ciclista su strada italiano
- 2000 - Timo Hager, giocatore di football americano svizzero
- 2000 - Julija Hatoŭka, tennista bielorussa
- 2000 - Darrell Luter Jr., giocatore di football americano statunitense
- 2000 - Roberto López Alcaide, calciatore spagnolo
- 2000 - Hadj Mahmoud, calciatore tunisino
- 2000 - Fernando Romero, calciatore paraguaiano
- 2000 - Courtney Sarault, pattinatrice di short track canadese
- 2000 - David Sombé, velocista francese
- 2000 - Liucija Vaitukaitytė, calciatrice lituana

## XXI secolo(24)
- 2001 - Andrés Amaya, calciatore colombiano
- 2001 - Harry Cochrane, calciatore scozzese
- 2001 - Anastasija Mišina, pattinatrice artistica su ghiaccio russa
- 2001 - Nachon Nsingi, calciatore belga
- 2001 - Rvfv, cantante e rapper spagnolo
- 2001 - Erik Röhrs, pallavolista tedesco
- 2001 - Siaka Sidibe, calciatore maliano
- 2001 - Jack Smith, sciatore alpino statunitense
- 2001 - Ricardo Visus, calciatore spagnolo
- 2001 - Luis Vázquez, calciatore argentino
- 2002 - Marian Danciu, calciatore rumeno
- 2002 - Olivia Gadecki, tennista australiana
- 2002 - Erik Ring, calciatore svedese
- 2002 - Exequiel Zeballos, calciatore argentino
- 2003 - Nikola Stanković, calciatore serbo
- 2004 - Anastasija Kapralova, pallavolista russa
- 2004 - Isaac Rodrigues de Lima, calciatore brasiliano
- 2005 - Montader Madjed, calciatore iracheno
- 2005 - Muhammadali O‘rinboev, calciatore uzbeko
- 2005 - Basil Tuma, calciatore maltese
- 2005 - Néiser Villarreal, calciatore colombiano
- 2006 - Uroš Sremčević, calciatore serbo
- 2006 - Dominik Szala, calciatore polacco
- 2007 - Estêvão Willian, calciatore brasiliano